# Saison 1929-1930 de la LNH
Saison précédente Saison suivante
La saison 1929-1930 est la treizième saison de la Ligue nationale de hockey. Les dix franchises habituelles ont joué chacune 44 matchs avant le début des matchs des séries éliminatoires.

## Saison régulière
Afin de lutter contre le faible nombre de buts inscrits, une nouvelle règle est instaurée : les joueurs sont désormais autorisés à faire des passes à un autre joueur déjà en zone offensive. Cette nouvelle règle mène à de nombreux abus. On peut ainsi voir des joueurs « camper » devant le but adverse dans l'attente d'avoir le palet. La règle peu satisfaisante est donc enlevée en décembre 1929 et est remplacée par la règle classiquement connue aujourd'hui du hors-jeu. 
Cooney Weiland des Bruins de Boston tire avantage de la nouvelle règle et inscrit de la sorte 73 points, pulvérisant ainsi l'ancien record. Weiland et Tiny Thompson (vainqueur du Trophée Vézina avec une moyenne de buts encaissés de 2,23 buts par match) conduisent les Bruins en finale avec un  bilan de saison de 38 victoires, 5 défaites et 1 match nul.

### Classements finaux
Les trois premières équipes de chaque division sont qualifiées pour les séries éliminatoires. Les premiers de chaque division sont directement qualifiés pour les demi-finales alors que les quatre autres équipes jouent un quart de finale. 
| Clt   | Équipe                 | PJ | V  | D  | N | BP  | BC  | Pts |
| ----- | ---------------------- | -- | -- | -- | - | --- | --- | --- |
| +001, | Maroons de Montréal    | 44 | 23 | 16 | 5 | 141 | 114 | 51  |
| +002, | Canadiens de Montréal  | 44 | 21 | 14 | 9 | 142 | 114 | 51  |
| +003, | Sénateurs d'Ottawa     | 44 | 21 | 15 | 8 | 138 | 118 | 50  |
| +004, | Maple Leafs de Toronto | 44 | 17 | 21 | 6 | 116 | 124 | 40  |
| +005, | Americans de New York  | 44 | 14 | 25 | 5 | 113 | 161 | 33  |

| Clt   | Équipe                 | PJ | V  | D  | N  | BP  | BC  | Pts |
| ----- | ---------------------- | -- | -- | -- | -- | --- | --- | --- |
| +001, | Bruins de Boston       | 44 | 38 | 5  | 1  | 179 | 98  | 77  |
| +002, | Black Hawks de Chicago | 44 | 21 | 18 | 5  | 117 | 111 | 47  |
| +003, | Rangers de New York    | 44 | 17 | 17 | 10 | 136 | 143 | 44  |
| +004, | Cougars de Détroit     | 44 | 14 | 24 | 6  | 117 | 133 | 34  |
| +005, | Pirates de Pittsburgh  | 44 | 5  | 36 | 3  | 102 | 185 | 13  |

- Vainqueur du trophée Prince de Galles
- Qualifié pour les demi-finales des séries éliminatoires
- Qualifié pour les quarts de finale des séries éliminatoires

## Séries éliminatoires

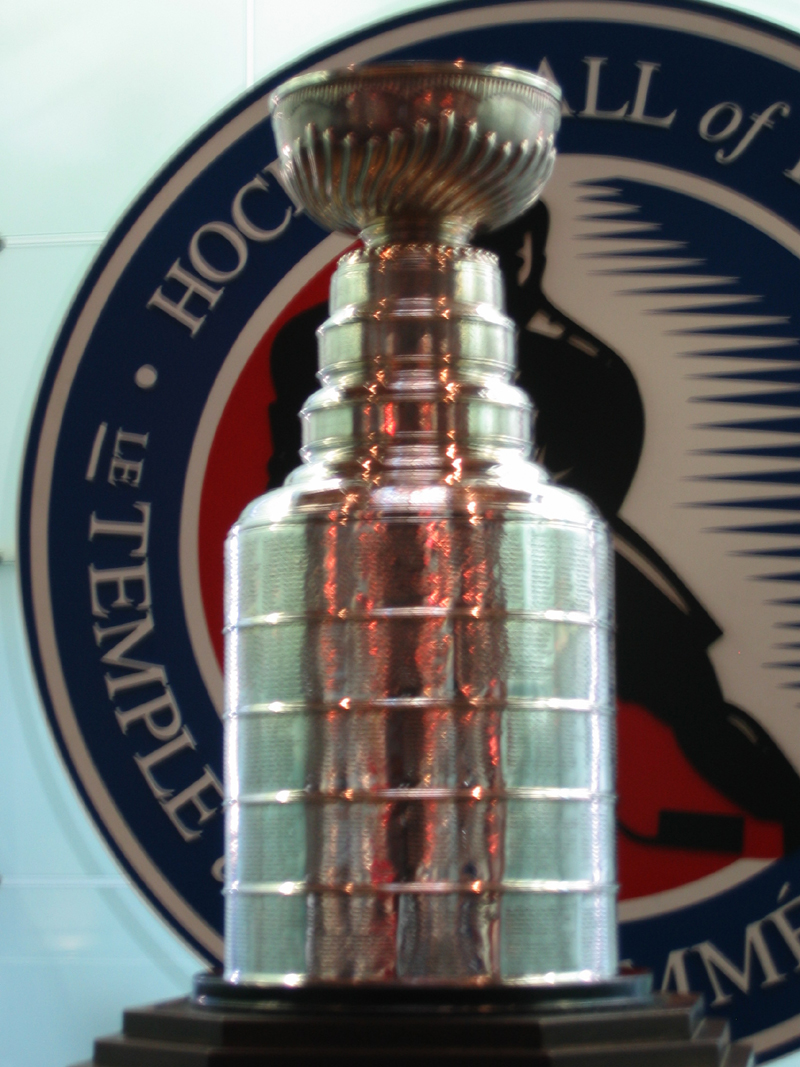
La Coupe Stanley

Le premier tour se joue au nombre de buts et le second au nombre de matchs remportés.
- Quarts de finale
  - Canadiens de Montréal 3-2 Chicago
  - Rangers de New York 6-3 Ottawa
- Demi-finales
  - Boston 3-1 Maroons de Montréal
  - Canadiens de Montréal 2-0 Rangers de New York
- Finale de la Coupe Stanley

Les Canadiens de Montréal gagnent la finale de la Coupe 2 matchs à 0 contre les Bruins de Boston.

## Honneurs remis aux joueurs et aux équipes
| Trophée           | Joueur        | Équipe              |
| ----------------- | ------------- | ------------------- |
| Trophée Hart      | Nels Stewart  | Maroons de Montréal |
| Trophée Lady Byng | Frank Boucher | Rangers de New York |
| Trophée Vézina    | Tiny Thompson | Bruins de Boston    |

| Trophée                  | Équipe                |
| ------------------------ | --------------------- |
| Trophée Prince de Galles | Bruins de Boston      |
| Trophée O'Brien          | Maroons de Montréal   |
| Coupe Stanley            | Canadiens de Montréal |